# PKP Informatyka
PKP Informatyka – spółka z ograniczoną odpowiedzialnością utworzona w wyniku połączenia Centrum Informatyki Kolejnictwa w Warszawie z ośmioma Okręgowymi Ośrodkami Informatyki istniejącymi przy Dyrekcjach Okręgowych Kolei Państwowych. Wchodzi w skład Grupy PKP. Ma siedzibę w Warszawie, przy Al. Jerozolimskich 142A.

## Prezesi
| Od               | Do               | Prezes               |             |
| ---------------- | ---------------- | -------------------- | ----------- |
| 2001             | 2003             | Adam Lipiński        |             |
| 2003             | styczeń 2009     | Włodzimierz Śmigiera |             |
| styczeń 2009     | 17 sierpnia 2012 | Marcin Trzaska       | [ 1 ]       |
| 17 sierpnia 2012 | 16 lipca 2014    | Sławomir Nowicki     | [ 1 ] [ 2 ] |
| 16 lipca 2014    | 13 lipca 2015    | Krzysztof Biniek     | [ 2 ] [ 3 ] |
| 17 lipca 2015    | 13 stycznia 2016 | Adam Filutowski      | [ 3 ] [ 4 ] |
| 13 stycznia 2016 | 26 lipca 2018    | Tomasz Miszczuk      | [ 3 ] [ 4 ] |
| 26 lipca 2018    | 26 marca 2019    | Jakub Prusik (p.o.)  | [ 5 ] [ 6 ] |
| 26 marca 2019    | 12 lipca 2024    | Tadeusz Turzyński    | [ 6 ]       |
| 12 lipca 2024    | nadal            | Leszek Stachowiak    | [ 7 ]       |

## Opis
Spółka jest głównym dostawcą w Grupie PKP usług IT zapewniających ciągłość działania systemów i aplikacji kluczowych dla funkcjonowania kolei w Polsce. Oferuje rozwiązania informatyczne oraz wdrożenia w sześciu obszarach: 
- systemy pasażerskie,
- systemy towarowe,
- systemy zarządzania,
- infrastruktura IT,
- bezpieczeństwo IT,
- obsługa techniczna IT.

## Zarząd[8]
- Leszek Stachowiak − prezes zarządu
- Anna Sabina Wojciechowska − wiceprezes zarządu